# Stazione di Ponte Selva (1911)
La stazione di Ponte Selva fu una fermata ferroviaria della ferrovia della Valle Seriana, appartenente al ramo Ponte Nossa-Clusone. Fu a servizio dell'omonima località del comune di Parre, sebbene si trovasse nel territorio del comune di Clusone.

## Storia
La fermata fu istituita il 12 marzo 1911 con l'apertura del nuovo tronco Ponte Nossa-Clusone della ferrovia della Valle Seriana. Per gli abitanti della frazione del comune di Parre, sostituì la precedente stazione capolinea.
Per distinguerla dalla precedente era detta anche "Selva Alta". Trovandosi sul tratto più impervio della linea ferroviaria, fu considerata dal personale di macchina della FVS un banco di prova per le locomotive e le automotrici della società gerente.
Il servizio viaggiatori della linea fu soppresso il 31 agosto 1967 e anche la fermata chiuse al servizio pubblico.

## Strutture ed impianti
La fermata era composta da un solo binario ferroviario e da un fabbricato viaggiatori.

## Movimento
Fu servita dai treni omnibus e locali della relazione Bergamo-Clusone.